# Атанас Стефанов (геолог)
Атанас Стефанов е български геолог, учител и университетски преподавател, старши научен сътрудник в Геологическия институт при Българска академия на науките.

## Биография
Роден е на 17 ноември 1894 г. стар стил (30 ноември 1894 г. нов стил) в Беброво. Завършва гимназия в Търново през 1912 г. Започва да следва през 1914 г., но прекъсва поради Първата световна война, като завършва естествени науки в Софийския университет през февруари 1921 г. През 1920 – 1923 г. е учител в Търново, от 1923 до 1925 г. – във Враца, а през 1925 – 1926 г. в Пловдив. През 1926 г. е асистент по палеонтология и геология в Софийския университет.
Негов син е геологът Стефан Атанасов Стефанов. Почива на 16 февруари 1953 г. в София. Погребан е в парцел 9 на Централните софийски гробища.

## Научна дейност
С постъпването си като асистент в университета започва да се занимава с изучаването на планината Голо бърдо. Публикува пет статии свързани с палеонтологията и стратиграфията на триаската система. Автор е и на статии за брахиоподите, амонитите и бивалвиите. От планината Голо бърдо описва 80 фосилни вида. Триаската система на Голо бърдо я приема като еталон за сравняването ѝ с други части на България. През 1932 г. публикува статия за Горната креда от Голо бърдо, в която описва 28 фосилни вида. През 1934 г. извършва изследване на Еленския Предбалкан. Заедно с В. Цанков описва горнокредната фауна на Югозападна България.
В периода 1932 – 1947 г. е уредник на Геоложкия отдел в Царския естествено-исторически музей. През 1947 – 1953 е старши научен сътрудник в Геологическия институт при Българска академия на науките. През 1939 г. описва първата находка на фосилно насекомо в България, а през 1951 г. – първата фосилна жаба.
Участва в проучванията на геологията при строежите на язовирите „Студена“, „Копринка“ и „Блъсничево“. Изследва редица български пещери.
Основните приноси на Атанас Стефанов са в стратиграфията и палеонтологията на триаса в България. Автор и съавтор е на 10 палеонтоложки и палеонтолостратиграфски научни труда и една статия за пещерата Съева дупка.